# 小山バイパス

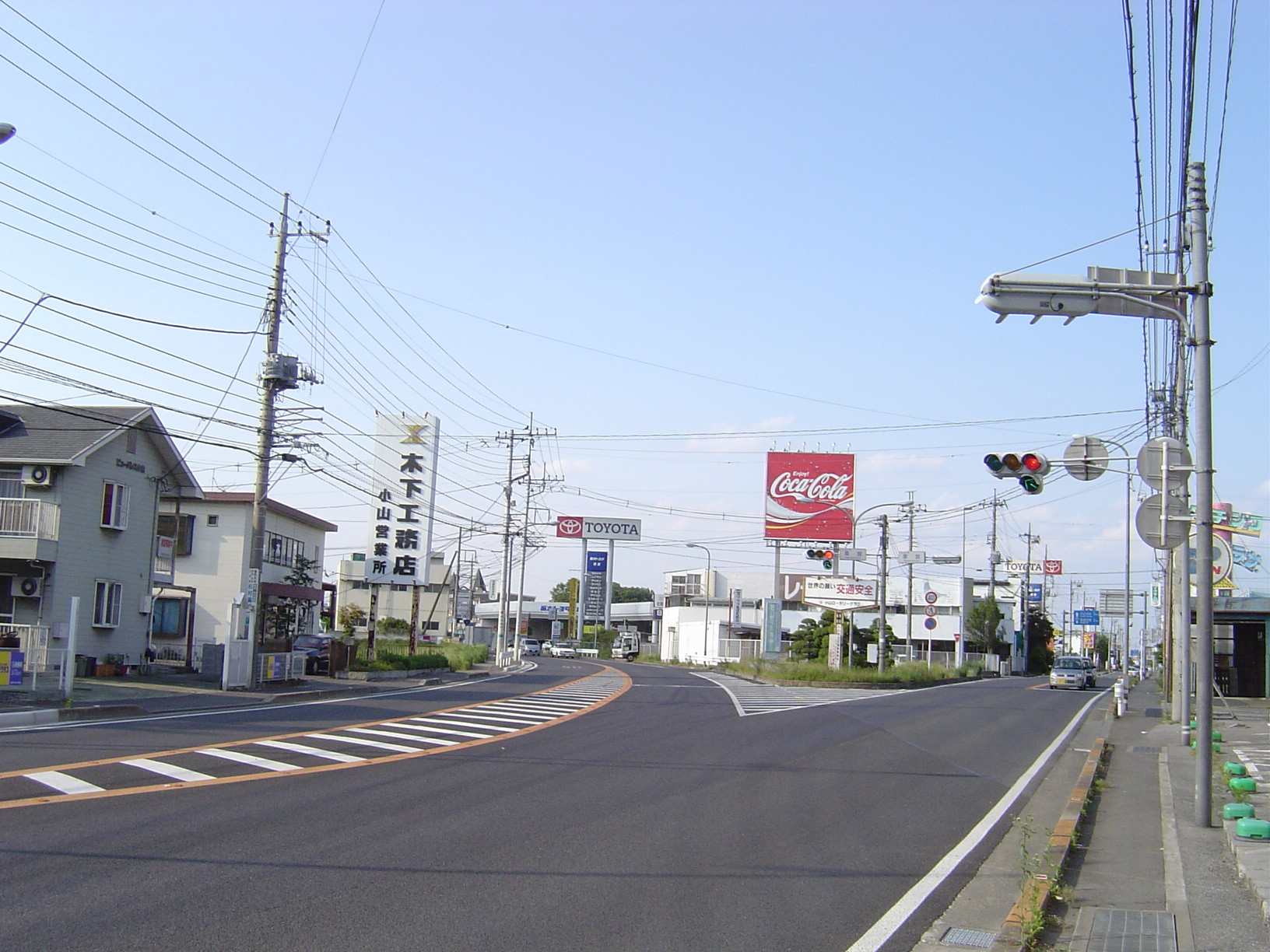
起点の粟宮交差点。左手が国道4号小山バイパス、右の直進が県道265号

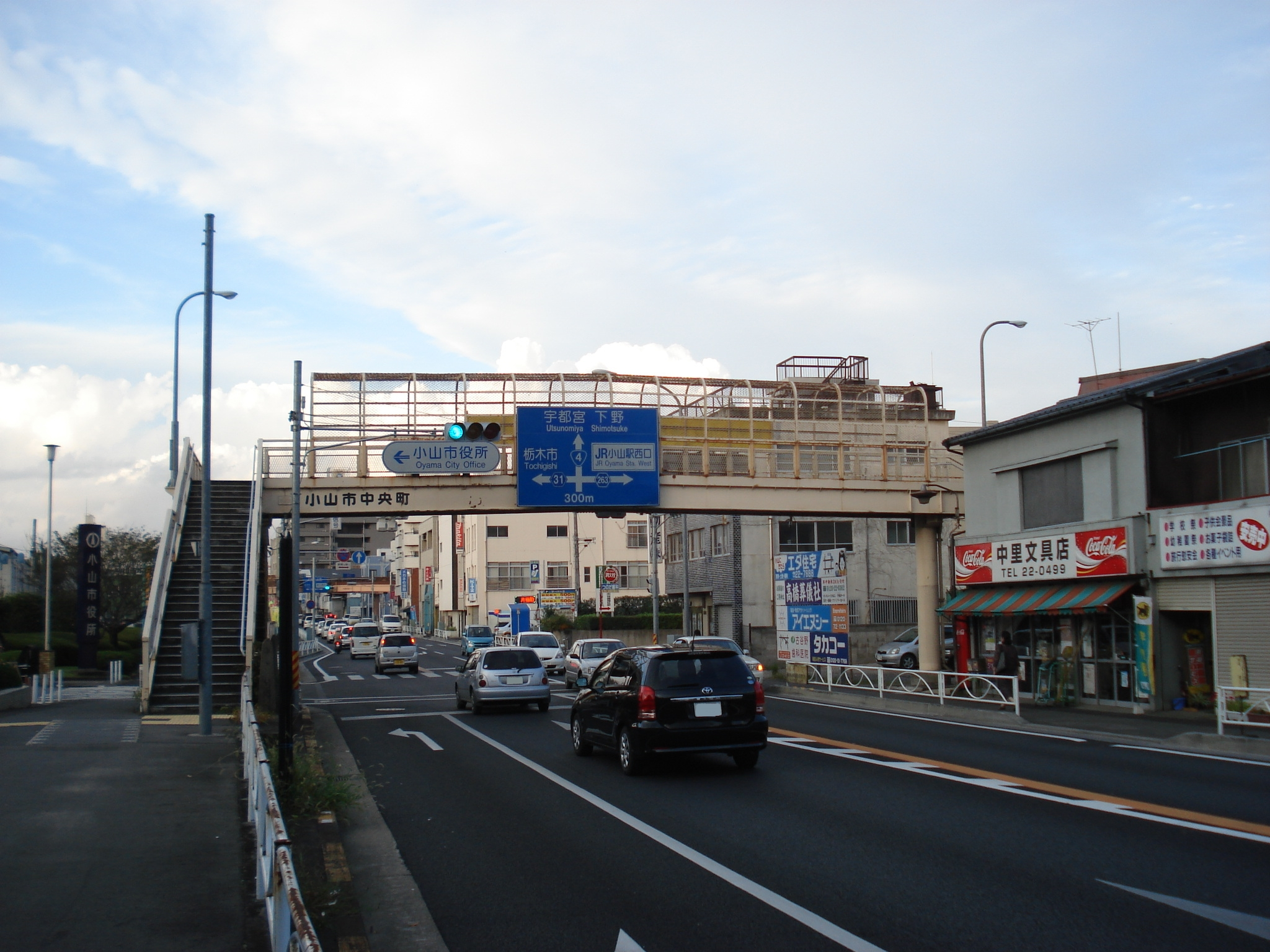
小山市中央町（小山市役所付近）

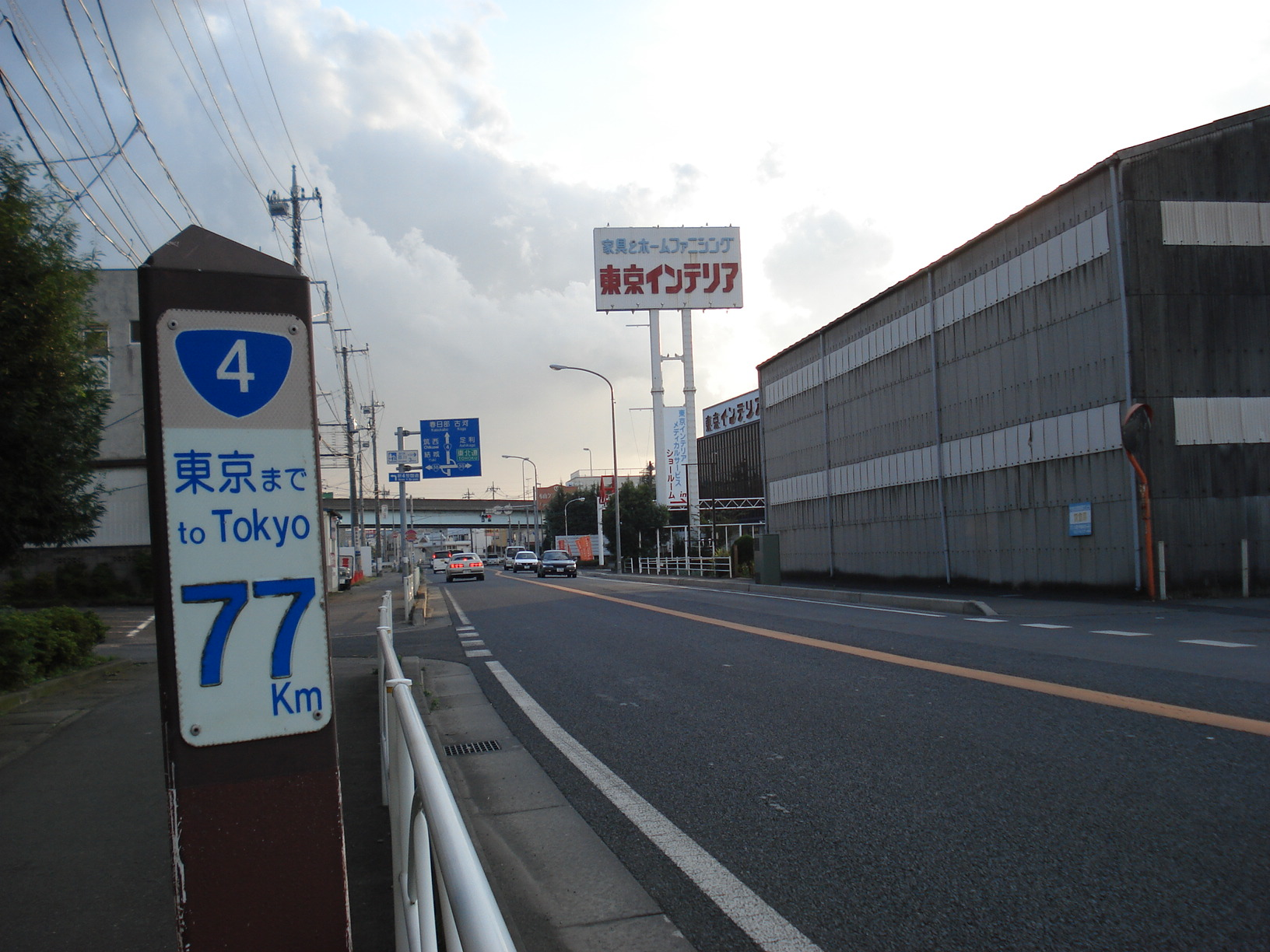
小山市神鳥谷

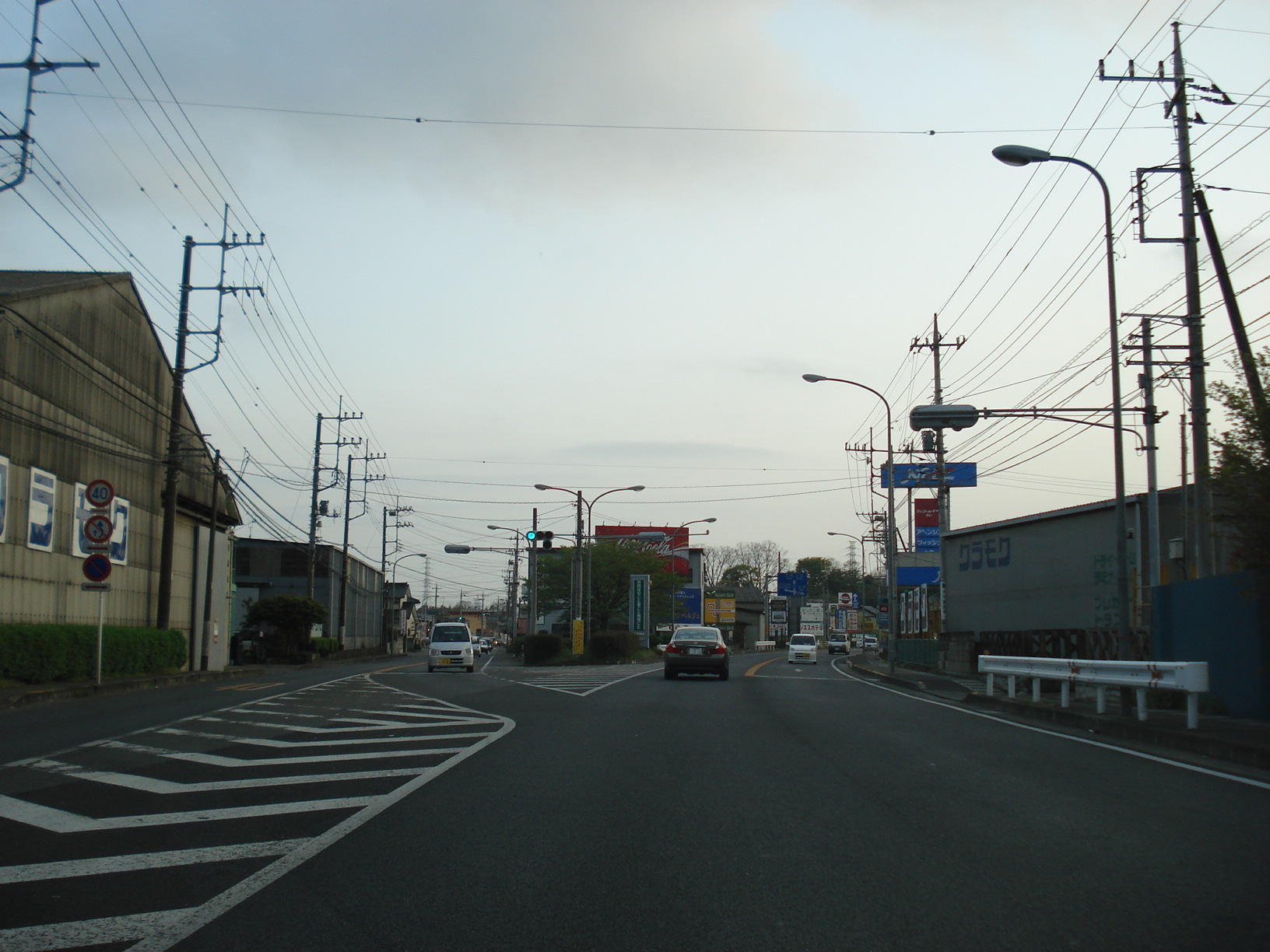
終点の喜沢交差点。左手が県道265号、右手が国道4号小山バイパス

小山バイパス（おやまバイパス）は、栃木県小山市の国道4号のバイパス道路である。旧道はすでに県道降格となっており、このルートが国道4号の現道である。
八幡町交差点から本郷交差点までは2003年2月10日、「親しむ通りの愛称づくり事業愛称選定委員会」によって市内中心部の他4路線とともに愛称が決定され、「小山評定通り」と命名された。

## 概要
- 起点：栃木県小山市大字粟宮 粟宮交差点＝（栃木県道265号粟宮喜沢線起点）
- 終点：栃木県小山市大字喜沢 喜沢交差点＝（栃木県道265号粟宮喜沢線終点）
- 全長：6.5km
- 車線：2車線
- 開通年月日：1965年10月2日

## 交差する道路
- 上側が起点側、下側が終点側。左側が上り側、右側が下り側。
- 交差する道路の特記がないものは市道。

| 交差する道路                 | 交差する道路              | 交差する場所 | 東京から (km) |
| ---------------------------- | ------------------------- | ------------ | ------------- |
| 国道4号 春日部・古河方面     |                           |              |               |
| 県道265号粟宮喜沢線          | -                         | 粟宮         | 75.1          |
| 国道50号(小山 - 結城拡幅)    | 国道50号(小山 - 結城拡幅) | 神鳥谷       | 76.8          |
| 県道263号小山停車場線        | 県道31号栃木小山線        | 中央町       | 78.3          |
| 県道264号小山結城線          | 県道264号小山結城線       | 〃           | 〃            |
| 県道18号小山壬生線           | 県道18号小山壬生線        | 喜沢南       | 81.3          |
| 県道265号粟宮喜沢線          | -                         | 喜沢         | 81.5          |
| 国道4号 那須塩原・宇都宮方面 |                           |              |               |

## 沿線施設
- 小山市役所
- 小山市保健・福祉センター
- 小山市中央文化センター
- 小山市文書館
- 小山市水道事業
- 栃木県警察小山警察署喜沢交番
- 栃木県立小山高等学校
- 小山市立小山第一小学校
- 小山市立小山第二小学校
- 小山市立若木小学校
- 須賀神社
- 安房神社
- 天翁院
- 宝性院
- 妙建寺
- 光明寺
- 小山ゆうえんち（廃園）
- おやまゆうえんハーヴェストウォーク（小山ゆうえんち跡地に2007年春開業）
- 古河産機システムズ株式会社小山工場

## 交通量
2005年度（平成17年度道路交通センサスより）
平日24時間交通量（台）
- 小山市神鳥谷4-12：18,010
- 小山市喜沢653-7：22,218

## 特徴

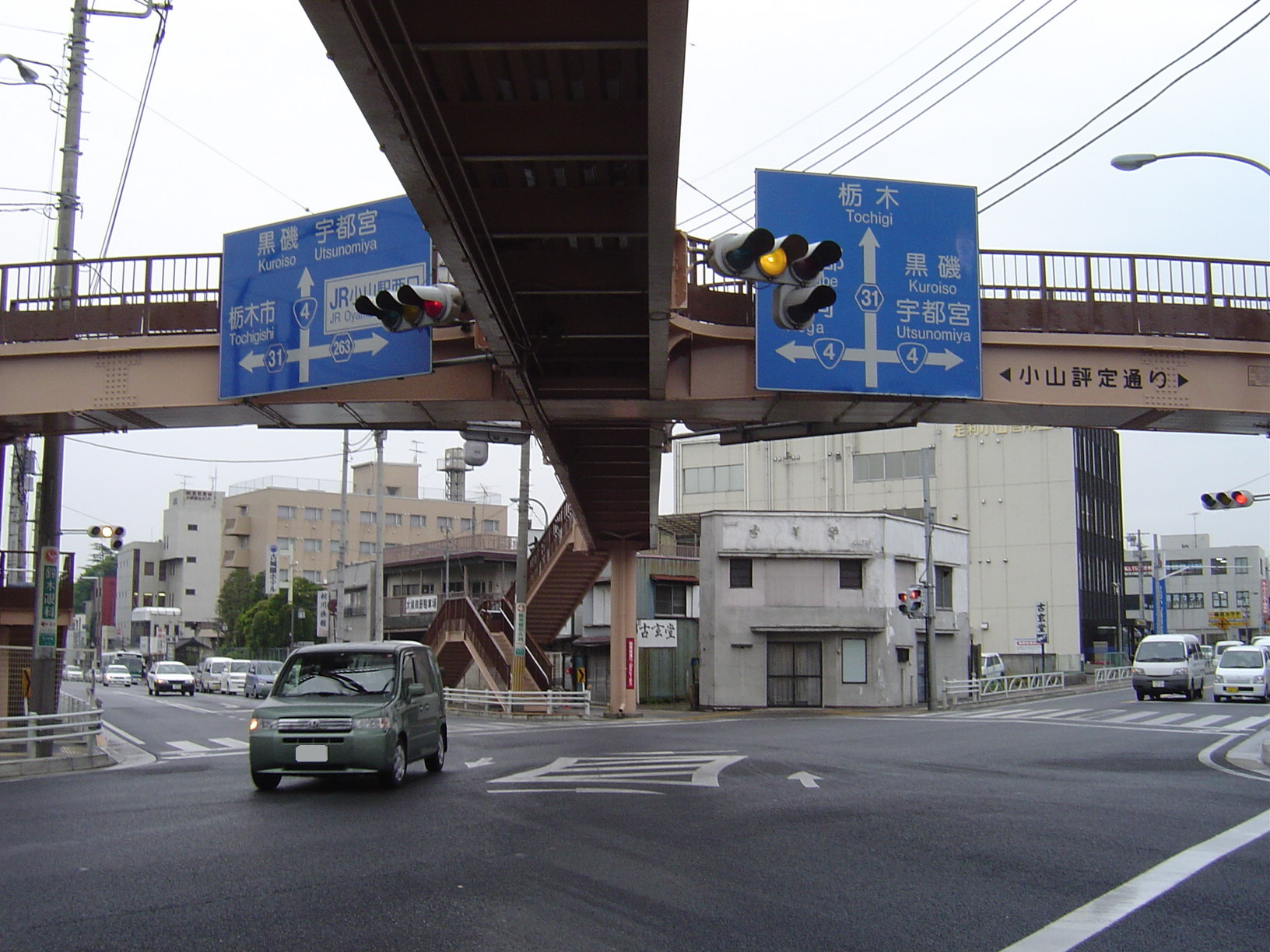
通称「X橋」

- 混雑著しい小山駅周辺の市街地を避けるように建設されたバイパス道路である。
- 本バイパスの開通により、旧道部分は栃木県道265号粟宮喜沢線に格下げとなった。
- 市街地区間を中心に共同溝工事により電線類地中化が進められている。
- 城山町の県道31号、263号、264号交点に架かる歩道橋はX型をしている特徴的な形であることから、「X（エックス）橋」と呼ばれている。